# Lvovští baťaři

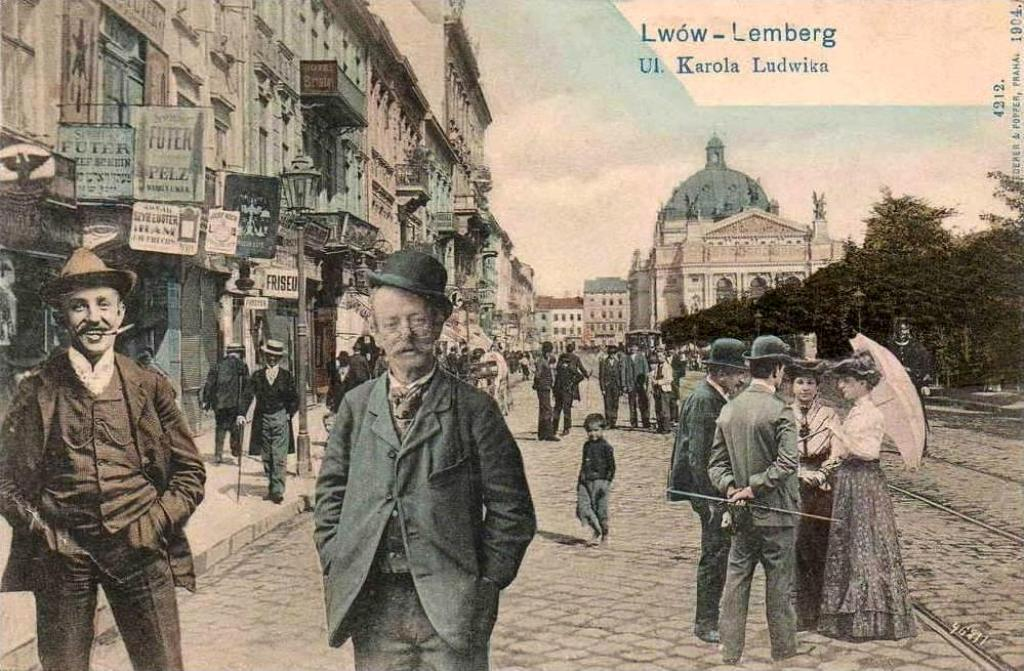
Lvovská pohlednice z roku 1904. Postava vlevo má zobrazovat baťara.

Lvovští baťaři (ukrajinsky Львівські батяри, Lvivs'ki baťjary, polsky Lwowskie batiary)  je označení pro určitou sociální vrstvu či subkulturu obyvatel západoukrajinského města Lvov, která ve své autentické podobě existovala od poloviny 19. století do poloviny 20. století. Šlo o jakousi „elitu ulice“ – zpravidla relativně chudou pouliční mládež, která se však v rámci možností odívala módně a byla známa svým smyslem pro humor, který se nebála směřovat ani proti představitelům Rakousko-Uherska, kam v 19. století Halič náležela.

## Etymologie
Název „baťar“ pravděpodobně vznikl z maďarského „betyar“, který původně označoval v zásadě banditu či lupiče, později se však v přeneseném významu začal používat i pro různé pouliční povaleče, dobrodruhy a rváče. Baťaři pravděpodobně slovo odposlechli v pejorativním významu od maďarsky hovořících policistů pocházejících z uherské části monarchie a převzali ho ironicky za vlastní.
Partnerkám baťarů se neříkalo baťarka, neboť to bylo považováno za neuctivé. Namísto toho byl používán termín koliezanka (polský výraz pro holku, přítelkyni).

## Historie
Vznik subkultury lvovských baťarů je spojen se čtvrtí Lyčakiv a lesoparkem „Pohuljanka“, neboť zde vzhledem k řadě hospod a pivovarů bylo pro jejich působení ideální prostředí. V první polovině 19. století šlo však stále spíše o chuligány, drobné podvodníky a kapsáře. V polovině 19. století to však již byly poměrně oblíbené postavičky Lvova,  které si obyvatelstvo získávaly různými „švejkovskými“ akty, vyprávěním vtipů, zpěvem humoristických popěvků zvaných „baťaruvky“ a drobnými urážkami monarchie.
Typický baťar mluvil lvovskou gvarou – specifickým subdialektem malopolského nářečí polštiny, doplněným o řadu slov z ukrajinštiny, němčiny a jidiš, tedy dalších jazyků běžně ve městě používaných. Klasickým poznávacím prvkem byl vysoký klobouk, kostkovaná vestička a vycházková hůlka zvaná ljaska. Neoficiálním krédem lvovských baťarů se stalo motto „milovat Lvov, milovat ženy, milovat žerty“.
Baťarům neubral na popularitě ani rozpad Rakousko-Uherska a připadnutí Lvovu druhé Polské republice. Baťarům pomohl fakt, že mluvili polským nářečím a v polsko-ukrajinské válce se příležitostně zapojovali do bojů o Lvov na straně Polska, což jim umožnilo vstoupit i do polského folklóru. Mezi lety 1933 a 1939 tak dokonce v celostátním polském rádiovém vysílání fungovala komediální baťarská show „Na veselé lvovské vlně“ (Wesoła lwowska fala) moderovaná Kazimierzem Wajdou a Henrykem Vogelfängerem. V roce 1939 byl také natočen polský komediální fílm Włóczęgi (Vagabundi) zasazený do meziválečného Lvova, jehož ústřední skladba Tylko we Lwowie (Leda ve Lvově) se stala neoficiální hymnou baťarů a dodnes se s ní lze setkat v repertoárech ukrajinských interpretů pod názvem Тільки у Львові (Tilky u Lvovi). Z baťarského prostředí pocházel i populární fotbalista Michał Matyas, který dokonce hrál v meziválečné polské národní reprezentaci.
Baťarská kultura značně utrpěla sovětskou okupací východní Haliče a Bukoviny a následným připojením k Ukrajinské SSR na konci druhé světové války. V rámci tzv. repatriací, reálně etnických čistek prováděných vládami SSSR a komunistického Polska, bylo do roku 1947 vysídleno z území nově nabytých Sovětským svazem kolem milionu Poláků, naopak asi 140 tisíc Ukrajinců muselo během Operace Visla násilně opustit nová polská území. S koncem války tak v důsledku demografických změn víceméně zanikla i autentická kultura baťarů.

## Současnost a novodobá kultura

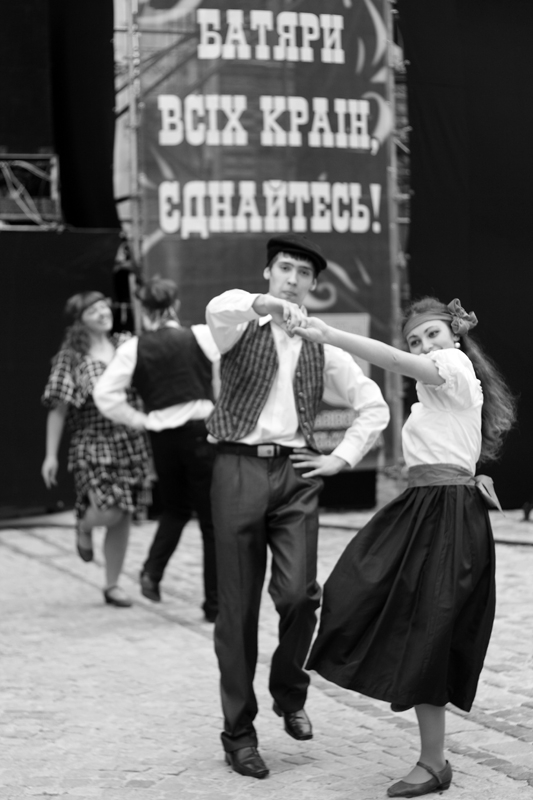
Oslavy Dne Baťarů v roce 2008

Po obnovení samostatné Ukrajiny a zrušení sovětských represí mohla postupně začít být připomínána i baťarská kultura, která přežila v řadě kulturních děl a lidové paměti. V roce 2008 Lvovská městská rada vyhlásila 1. květen Dnem lvovských baťarů. Do roku 2017 se konal každoroční dvoudenní kulturní festival, kterého se účastnily pod heslem „Baťaři všech zemí, spojte se!“ (v ironické narážce na sovětské heslo prvomájových oslav „Proletáři všech zemí, spojte se!“) desetitisíce lidí. Baťarská kultura je připomínána i na jiných městských akcích.
Baťarskou tematiku či stylizaci lze najít i v současné ukrajinské hudební tvorbě, mezi známé zástupce patří rapper VovaZIL'Vova či „zpívající antropolog“ Orest Ljutyj (hudební alter ego herce a moderátora Antina Mucharskyje). 
Velmi populární se stala také píseň My – chlapci z Banderštadtu (Ми - хлопці з Бандерштадту) od známé lvovské punk rockové skupiny Braty Hadjukiny, která popisuje charakter baťarů.

### Text písně:
Хто гарних панєнок так кохати вміє 

Хто разом з колєгою – пара-цвай 

Для кого сонце в небі і світе, і гріє 

Хто як вже сі здибали, то наливай 

Приспів: 

Львівські батяри – ціла наша родина 

Яблуко від яблуні впало недалеко 
 
Татуні з мамунями скілько ліжок розвалили 

Би на Божий світ нас приніс лелека 

То ми – хлопці з Бандерштадту 

Ходимо до церкви, шануємо батьків 

Ніхто та’як ми не вміє фест гуляти 

Поки сурми не заграли, барабан не забив 

Дехто говоре "Бандити, хулігани 

З тої голоти людей не буде" 

А ми ся подивим, як потреба стане 

Хто полізе в льох, а хто під кулі піде 

Приспів 

Львівські батяри нігди не розбирали 

Жид ти чи поляк, аби був не фраєр 

Нас завжди єднала свята батярська воля 
 
Хто хоче їй відняти, тоді шо зробиш – фаєр! 

Kdo umí milovat krásné panenky 

Kdo spolu s kolegou (tvoří) – para-zwei 

Komu slunce na obloze hřeje i září 

Kdo hned po setkání nalévá 

Ref.: 

Lvovští baťaři – celá naše rodina 

Jablko nepadlo daleko od stromu 

Tatínkové a maminky hodně lůžek rozbili 

Aby nás na Boží svět přinesl čáp 

My – chlapci z Banderštadtu 

Chodíme do kostela, vážíme si rodičů 

Nikdo se neumí bavit tak fest jako my 

Dokud nedozní zurny, dokud nedotluče buben 

Někdo říká: „Banditi, chuligáni 

Z téhle holoty muži nebudou“ 

Uvidíme, až nastane potřeba 

Kdo zaleze do díry a kdo půjde pod kulky 

Ref. 

Lvovští baťaři nikdy se nezaobírali (tím jestli) 

Jsi Žid, či Polák – důležité je abys byl frajer 

Nás vždy spojovala posvátná baťarská svoboda 

Když nám ji někdo chce vzít, tak co uděláš - feur!